# Мірошниченко Лілія Ярославівна
Лі́лія Яросла́вівна Мірошниче́нко (нар. 10 липня 1972 року, Миколаїв) — українська вчена-літературознавець, доктор філологічних наук (2016), професор, завідувач кафедри зарубіжної літератури інституту філології КНУ.

## Біографічні дані
Народилася 10 липня 1972 року в Миколаєві.
У 1994 році закінчила Київський університет, де відтоді й працює: з 2017 року — професор кафедри зарубіжної літератури.
Стажувалася в Единбурзькому (у 1995) та Луїзіанському університетах (у 2001). Працювала запрошеним професором в Університеті ім. Монтеня (у 2017).

## Наукова робота
Вивчає сучасні британські романи, літературу та філософію, жіночу прозу, нідерландську літературу, історію зарубіжної літератури.

### Основні праці
За ЕСУ:
- Наративізація життя у романі Доріс Лессінґ «Альфред та Емілі» // Від бароко до постмодернізму: Зб. наук. пр. Дн., 2012. — Вип. 16;
- Проекції скептицизму в сучасному британському романі: ґенеза, традиція, поетика. — К., 2015;
- Скептицизм і література: перечитуючи «Володаря мух» Вільяма Голдінга // Іноз. філологія: Укр. наук. зб. Л., 2015. — Вип. 128;
- «A Long Interior Journey» of Kate Brown as Border Crossing: Gender, Age, and Class in Doris Lessing’s The Summer Before the Dark // Respectus Philologicus. — 2017. — № 32 (37)[1].